# Жилино (Уфимський міський округ)
Жи́лино (рос. Жилино, башк. Жилин) — присілок у складі Башкортостану, Росія. Входить до складу Уфимського міського округу, Жовтневого району міста Уфа.
Населення — 170 осіб (2010, 101 у 2002).
Національний склад:
- росіяни — 68 %